# Тролови: Светска турнеја
Тролови: Светска турнеја (енгл. Trolls World Tour) је амерички рачунарски-анимирани мјузикл филм из 2020. године продуциран од стране DreamWorks Animation-а и дистрибуиран од стране Universal Pictures-а. Представља наставак филма Тролови (2016) и други део у франшизи, филм је режирао Волт Дорн у свом редитељком дебију из сценариа Џонатана Ајбела, Глена Бергера, Елизабет Типет, Маја Форбс и Волес Володарски из приче Ајбела и Бербега. Гласове позајмљују Ана Кендрик, Џастин Тимберлејк, Рејчел Блум, Џејмс Корден, Рон Фанчес, Кели Кларксон, Андерсон Пак, Сем Роквел, Џорџ Клинтон и Мери Џеј Блајџ. Филм прати два трола који откривају да постоји још неколико племена тролова која представљају музичке жанрове који су им туђи. Проблеми настају када племе Краљица рока планира срушити стране музичке жанрове како би ујединило тролове под рок музиком.
Филм Тролови: Светска турнеја је објављен у Сједињеним Државама у ограниченом броју биоскопа 10. априла 2020. године, због пандемије ковида 19; такође је објављен преко видеа на захтев истог дана. Убрзо је премашио 200 милиона америчких долара у изнајмљивању, што је довело до тога да Universal тражи више истовремених биоскопских и видео на захтев објављивања, и као одговор, AMC Theatres је најавио да више неће дистрибуирати студијске филмове (споразум је постигнут између Universal-а и AMC-а убрзо након чега је укинута забрана). Филм је објављен у Србији 1. октобра 2020. године, од стране Taramount Film-а. Српску синхронизацију је радио Moby.

## Радња
У авантури која ће их одвести далеко изван граница познатог, Мака и Закерало ће открити да су они само једно од шест различитих троловских племена, које живи у једној од шест различитих територија и посвећени једном од шест музичких праваца: фанку, року, кантри музици, техно музици, класичној и поп року. Тако да ће њихов свет постати много већи и много, много бучнији.

## Улоге
| Лик      | Оригинални глас   | Српски глас   |
| -------- | ----------------- | ------------- |
| Мака     | Ана Кендрик       | Ана Штајдохар |
| Закерало | Џастин Тимберлејк | Марко Мандић  |